# Landtagswahlkreis Tamsweg
Der Wahlbezirk Tamsweg (Wahlbezirk 5) ist ein Wahlkreis in Salzburg, der den politischen Bezirk Tamsweg (Lungau) umfasst. Bei der  Wahl 2013 zum Salzburger Landtag waren im Wahlbezirk Tamsweg 16.259 Personen wahlberechtigt, wobei bei der Wahl die Österreichische Volkspartei (ÖVP) mit 38,5  % als stärkste Partei hervorging. Bei der Wahl erreichte keine der Parteien ein Grundmandat.

## Geschichte

### Monarchie
Wahlbezirke für die neuen gewählten Landtage wurden im Kaisertum Österreich für das Kronlandes Herzogtum Salzburg mit dem Oktoberdiplom 1860 eingerichtet, als Salzburg ein neues Landestatut bekam, und wurden mit dem Februarpatent 1861 für alle Kronländer neu verordnet.
Dabei hatte der Landtag im Herzogthum Salzburg insgesamt 26 (ursprünglich 20) Sitze (Abgeordnete), unter anderen 10 Vertreter der Städte und Märkte  (Wahlgruppe II, ursprünglich 5) und 8 der Landgemeinden  (Wahlgruppe III, ursprünglich 9).
Für den Lungau waren vorgesehen:
- Wahlbezirk Tamsweg, Wahlgruppe II: Tamsweg, St. Michael, Mauterndorf – 1 Abgeordneter[6] (ursprünglich nicht vorgesehen)
- Wahlbezirk Tamsweg, Wahlgruppe III: politische Bezirke  Tamsweg, St. Michael – 1 Abgeordneter[7]

### Republik
Ursprünglich bestand dann im Bundesland Salzburg der Republik Österreich bei Landtagswahlen lediglich ein Wahlkreis. Nachdem die burgenländische Landtagswahl 1977 beim Verfassungsgerichtshof angefochten worden war, erkannte der Verfassungsgerichtshof, dass die Nennung von „Wahlkreisen“ im Artikel 26 des Bundes-Verfassungsgesetzes, also im Plural, dahingehend auszulegen sein, dass mindestens zwei Wahlkreise pro Bundesland bestehen müssen. In der Folge änderten die betroffenen Bundesländer Kärnten, Salzburg und das Burgenland ihre Landtagswahlordnungen. Das Land Salzburg vollzog die notwendige Adaptierung mit der am 27. September beschlossenen Landtagswahlordnung 1978, die das Land Salzburg in sechs Wahlkreise unterteilte. Der Bezirk Tamsweg bildete in der Folge einen eigenen Wahlkreis.
Der Landtagswahlkreis Tamsweg wurde fast ausschließlich von der Österreichischen Volkspartei (ÖVP) dominiert. Zwischen 1979 und 1989 erreichte die ÖVP jeweils die absolute Stimmenmehrheit, wobei sie 1984 mit 55,9 % auf ihr bestes Ergebnis kam. Seit der Landtagswahl 1999 verlor die ÖVP jedoch sukzessive an Stimmenanteilen, wobei sie 2013 nur noch auf 38,5 % kam. Dennoch erzielte die ÖVP im Wahlkreis Tamsweg durchwegs ihr bestes Ergebnis in den sechs Wahlkreisen. Mit dem Siegeszug von Gabi Burgstaller verlor die ÖVP 2004 kurzfristig den ersten Platz im Wahlkreis, den sie jedoch bereits 2009 zurückerobern konnte. Ein Grundmandate erzielte die ÖVP jedoch als einzige Partei lediglich zwischen 1979 und 1989.
Die Sozialdemokratische Partei Österreichs (SPÖ) war mit einer Ausnahme immer die zweitstärkste Partei im Wahlkreis, wobei sie zwischen 1979 und 1999 zwischen 25 und 34 % erreichte. Mit dem Antreten von Gabi Burgstaller konnte die SPÖ 2004 die ÖVP überholen und mit 43,0 % ihr bisher bestes Ergebnis erreichen. 2009 konnte die SPÖ ihre Spitzenposition nicht halten und fiel wieder hinter die ÖVP zurück, 2013 stürzte sie auf 24,9 %, ihr bisher schlechtestes Ergebnis, ab.
Die Freiheitliche Partei Österreichs (FPÖ) war bisher bei jeder Wahl die drittstärkste Partei im Bezirk Tamsweg, wobei sie 1999 mit 21,3 % auf ihr bisher bestes Ergebnis kam. Nach schweren Verlusten 2004 konnte sich die FPÖ wieder auf zuletzt 18,1 % steigern. Die Grünen Salzburg kamen bis 2009 bei keiner Wahl über 5,5 %. Dank massiver Gewinne bei der Landtagswahl konnten die Grünen 2013 mit 12,3 % ihr bestes Ergebnis erzielen, belegten jedoch trotzdem nur den vierten Platz hinter der FPÖ.

## Wahlergebnisse
| Landtagswahlen im Wahlkreis Tamsweg | Landtagswahlen im Wahlkreis Tamsweg | Landtagswahlen im Wahlkreis Tamsweg | Landtagswahlen im Wahlkreis Tamsweg | Landtagswahlen im Wahlkreis Tamsweg | Landtagswahlen im Wahlkreis Tamsweg | Landtagswahlen im Wahlkreis Tamsweg | Landtagswahlen im Wahlkreis Tamsweg | Landtagswahlen im Wahlkreis Tamsweg |
| ----------------------------------- | ----------------------------------- | ----------------------------------- | ----------------------------------- | ----------------------------------- | ----------------------------------- | ----------------------------------- | ----------------------------------- | ----------------------------------- |
| Wahltermin                          | GM                                  |                                     | SPÖ                                 | ÖVP                                 | FPÖ                                 | GRÜNE                               | KPÖ                                 | Sonstige                            |
| 25. März 1979                       |                                     | Stimmenanteile (%)                  | 33,71                               | 51,27                               | 15,01                               | -                                   |                                     | -                                   |
| 25. März 1979                       | 2                                   | Grundmandate                        | 0                                   | 1                                   | 0                                   | -                                   | -                                   | -                                   |
| 25. März 1984                       |                                     | Stimmenanteile (%)                  | 32,51                               | 55,85                               | 11,65                               | -                                   |                                     | -                                   |
| 25. März 1984                       | 2                                   | Grundmandate                        | 0                                   | 1                                   | 0                                   | -                                   | -                                   | -                                   |
| 12. März 1989                       |                                     | Stimmenanteile (%)                  | 27,58                               | 50,88                               | 16,65                               | 3,46                                |                                     | 1,43                                |
| 12. März 1989                       | 2                                   | Grundmandate                        | 0                                   | 1                                   | 0                                   | 0                                   | -                                   | 0                                   |
| 13. März 1994                       |                                     | Stimmenanteile (%)                  | 25,32                               | 46,57                               | 20,12                               | 5,53                                |                                     | 2,46                                |
| 13. März 1994                       | 2                                   | Grundmandate                        | 0                                   | 0                                   | 0                                   | 0                                   | -                                   | 0                                   |
| 7. März 1999                        |                                     | Stimmenanteile (%)                  | 27,20                               | 46,74                               | 21,25                               | 2,81                                |                                     | 2,00                                |
| 7. März 1999                        | 2                                   | Grundmandate                        | 0                                   | 0                                   | 0                                   | 0                                   | -                                   | 0                                   |
| 7. März 2004                        |                                     | Stimmenanteile (%)                  | 42,97                               | 41,79                               | 11,17                               | 4,08                                |                                     | -                                   |
| 7. März 2004                        | 2                                   | Grundmandate                        | 0                                   | 0                                   | 0                                   | 0                                   | -                                   | -                                   |
| 1. März 2009                        |                                     | Stimmenanteile (%)                  | 38,82                               | 39,91                               | 14,20                               | 3,34                                | -                                   | 3,73                                |
| 1. März 2009                        | 2                                   | Grundmandate                        | 0                                   | 0                                   | 0                                   | 0                                   | -                                   | 0                                   |
| 5. Mai 2013                         |                                     | Stimmenanteile (%)                  | 24,88                               | 38,53                               | 18,12                               | 12,27                               | -                                   | 6,19                                |
| 5. Mai 2013                         | 2                                   | Grundmandate                        | 0                                   | 0                                   | 0                                   | 0                                   | -                                   | 0                                   |
| 22. April 2018                      |                                     | Stimmenanteile (%)                  | 17,4                                | 48,7                                | 21,1                                | 4,2                                 | -                                   | 8,6                                 |
| 22. April 2018                      | 2                                   | Grundmandate                        | 0                                   | 0                                   | 0                                   | 0                                   | -                                   | 0                                   |
| 23. April 2023                      |                                     | Stimmenanteile (%)                  | 16,4                                | 35,2                                | 35,0                                | 3,5                                 | 5,1                                 | 4,7                                 |
| 23. April 2023                      | 2                                   | Grundmandate                        | 0                                   | 0                                   | 0                                   | 0                                   | 0                                   | 0                                   |